# Amsinckia
- Commons
- Wikispecies

Amsinckia é um gênero de plantas pertencente à família Boraginaceae.